# Stara Wieś (powiat radomszczański)
Stara Wieś – wieś w Polsce położona w województwie łódzkim, w powiecie radomszczańskim, w gminie Przedbórz.
W latach 1975–1998 miejscowość należała administracyjnie do województwa piotrkowskiego.
W Starej Wsi znajduje się ośrodek rekreacji i sztuk walki zaprojektowany zgodnie z kanonem tradycyjnej architektury japońskiej – Centrum Japońskich Sportów i Sztuk Walki „Dojo – Stara Wieś”.
Wierni Kościoła rzymskokatolickiego należą do parafii św. Mikołaja w Żeleźnicy.